# Seifhennersdorf
Seifhennersdorf, (Sorbisch:Wodowe Hendrichecy), is een gemeente en plaats in de Duitse deelstaat Saksen. De gemeente maakt deel uit van de Landkreis Görlitz. De plaats telt 3.622 inwoners.

## Economie
De vooraanstaande piano- en vleugelfabrikant Bechstein, met onder andere de merknamen Hoffmann en Zimmermann heeft haar productielocatie thans gevestigd in Seifhennersdorf.

## Vervoer
Seifhennersdorf heeft twee grensovergangen na de buursteden Rumburk en Varnsdorf in Tsjechië.
De plaats heeft een station dat sinds 2023 (opnieuw) door treinen van Trilex wordt bediend. Het station is een kopstation.

## Partnerschap met Nederland
De gemeente "Kreuzkirche Seifennersdorf" heeft langdurende contacten met gemeenten in Numansdorp.

## Geboren
- Rica Reinisch (6 april 1965), zwemster

Bad Muskau ·
Beiersdorf · 
Bernstadt a. d. Eigen ·
Bertsdorf-Hörnitz ·
Boxberg/O.L. ·
Dürrhennersdorf · 
Ebersbach-Neugersdorf ·
Gablenz ·
Görlitz ·
Groß Düben ·
Großschönau · 
Großschweidnitz · 
Hähnichen ·
Hainewalde ·
Herrnhut ·
Hohendubrau ·
Horka ·
Jonsdorf ·
Kodersdorf ·
Königshain ·
Kottmar ·
Krauschwitz ·
Kreba-Neudorf ·
Lawalde · 
Leutersdorf · 
Löbau ·
Markersdorf ·
Mittelherwigsdorf ·
Mücka ·
Neißeaue ·
Neusalza-Spremberg ·
Niesky ·
Oderwitz · 
Olbersdorf · 
Oppach · 
Ostritz · 
Oybin ·
Quitzdorf am See ·
Reichenbach/O.L. ·
Rietschen ·
Rosenbach · 
Rothenburg/O.L. ·
Schleife ·
Schönau-Berzdorf · 
Schönbach ·
Schöpstal ·
Seifhennersdorf ·
Trebendorf ·
Vierkirchen ·
Waldhufen ·
Weißkeißel ·
Weißwasser/O.L. ·
Zittau